# 秦灿石
秦灿石（1928年11月—2013年7月6日），湖南寧鄉人，中国棉花育种专家，无党派人士，曾任中華人民共和國第七、八、九届全国人大代表，马英九的舅父。

## 生平
秦灿石毕业于湖南农学院，大学学历，1953年7月参加工作。历任聊城专署农业技术指导所技术助理员，山东省农科所技术员，临清农业试验站技术员，山东省农科院棉花研究所技术员、农艺师、高级农艺师、栽培室副主任、主任，山东省农科院棉花研究中心研究员、高级农艺师。
1991年，获山东省农业厅授予山东省农牧业科技一等奖。1992年起，获中华人民共和国国务院政府特殊津贴。
秦灿石是第七、八、九届全国人大代表。
2013年7月6日，秦灿石在济南市千佛山医院病逝，享年85岁。

## 家庭
秦灿石之父為秦承志，在姐弟4人中排行第三。
- 大姐：秦厚修（1922年生），为前中華民國總統马英九的母亲，2014年卒於臺北木柵。[1]
- 二姐：秦冰熙，現居湖南[1]
- 弟弟：秦效颇，現居北京[1]

## 延伸阅读
- 马英九舅舅与其素未谋面 曾因有海外关系被关牛棚，凤凰网，2013-07-12 （页面存档备份，存于）
- 山东省棉花研究中心辉煌50年（1959－2009），山东省农业科学院棉花研究中心，2009年